# Елизабет фон Пфалц (1381 – 1408)
Елизабет фон Пфалц (на немски: Elisabeth von der Pfalz; * пр. 27 октомври 1381, Амберг; † 31 декември 1408, Инсбрук) е принцеса от род Вителсбахи от Пфалц и чрез женитба херцогиня на Горна Австрия и графиня на Тирол.

## Живот
Дъщеря е на курфюрста и римско-немския крал Рупрехт (1352 – 1410) и съпругата му бургграфиня Елизабет Хоенцолерн (1358 – 1411), дъщеря на бургграф Фридрих V от Нюрнберг.
Елизабет се омъжва през 1407 г. в Инсбрук за Фридрих IV от Тирол с празния джоб (1382 – 1439) род Хабсбурги, херцог на Горна Австрия и граф на Тирол. Тя умира на 27 години при раждането на дъщеря им Елизабет (*/† 1408). Погребана е в гробницата на Фридрих в манастир Щамс в Австрия.
През 1410 г. Фридрих се жени за Анна (1390 – 1432), дъщеря на херцог Фридрих I фон Брауншвайг-Волфенбютел.